# 크리스틀 디수자
크리스틀 디수자(Krystle D'Souza)는 인도의 배우이다.